# 探針卡

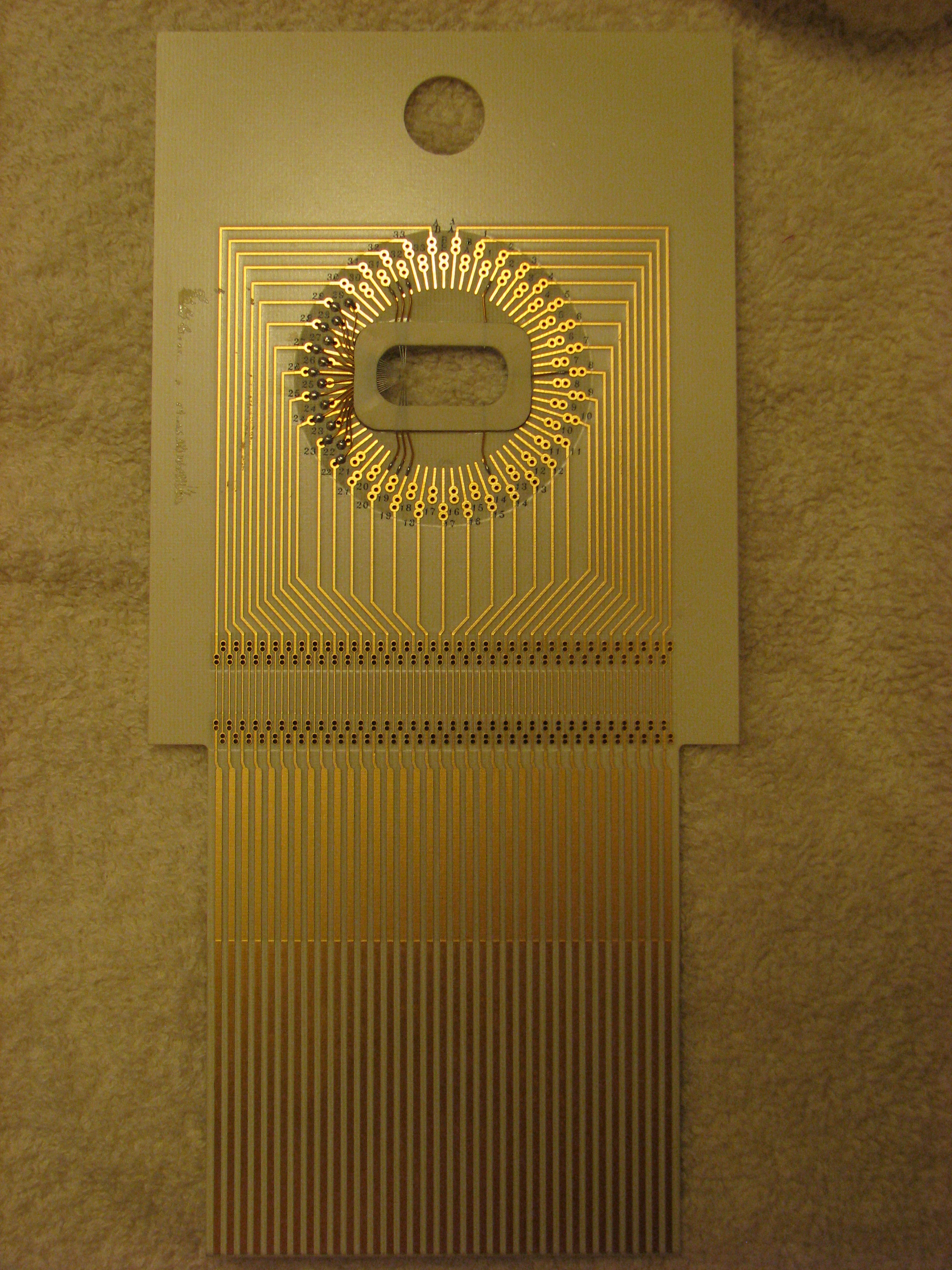

探針卡（英語：Probe card）是晶圓與电子测试系统之間的媒介。探針卡通常直接放在探測器上並用接線連接測試機。它的目的是提供晶片與測試機之間的連結，並完成晶圓測試。通常包印刷电路板和其他要件，這種要件可能是金屬或其他材料。
半導體製造商通常需要為不同種類的晶圓提供針對性的探針卡，因為探針卡是一種採用通用模式的定制連接器。為了測試DRAM和快閃記憶體，這些焊盤通常由鋁製成，其邊長為邊40-90μm。其他裝置可具有平墊，或由銅、銅合金或許多類型的焊料（例如鉛錫，錫銀等）製成的凸塊或柱。
探針卡在測試期間必須與焊盤或凸塊形成良好的電接觸。當測試完成時，探測卡根據測試結果，分類晶圓，並等待下一個測試。 
通常將探針卡插入晶片探测器中，在此設備中操縱待測晶圓，使得晶圓與探針卡能精確接觸。測試機上一旦放入晶圓與探測卡，探針中的相機將使用光學定位探針卡上的尖端以及和晶片上的標記、焊盤，利用這個資訊，探針卡能精準對上焊盤。

## 類型
探針卡大致可分为懸臂型、垂直型以及MEMS型，根據不同晶圓適用不同類型。 微機電系統是目前最先进的技术。 最先进的探测卡目前可以测试整个12吋晶片 。

## 效率
探針卡效率受許多因素的影響。影響探針卡效率的最重要因素可能是可以並行測試的DUT數量。今天許多晶圓仍然一次測試一個設備。如果探針卡和測試儀可以並行測試，那麼測試時間將大大縮減。請注意，因為現在探針卡有並型多個器件，因為探測器觸及圓形晶圓，它可能並不總是接觸有源器件，因此測試一個晶圓的速度會小一點。
另一個主要因素是積聚在探針針尖上的碎屑。通常這些由鎢或鎢錸合金製成，儘管現代探針卡通常具有由MEMS技術製造的接觸尖端。
無論探針尖端材料如何，由於探針尖端不斷與焊盤物理接觸，尖端上會有許多污染物。這些汙染物會對接觸電阻的臨界測量有不利影響。因此需要徹底清潔探針尖端。可以使用NWR型激光離線完成清潔，通過選擇性地去除污染物來回收尖端。在測試期間可以使用在線清潔來優化晶片內或晶片批次內的測試結果。

## 外部連結
- Additional Slides for Lecture 16 "Testing, Design for Testability" （页面存档备份，存于）中，EE271
- 系统软件包(SiP)测试 （页面存档备份，存于），金福李，國立中央大學，台湾
- 探测卡教程 （页面存档备份，存于），Keithley Instruments